# Wahlkreis Dresden 3 (seit 2024)
Der Wahlkreis Dresden 3 ist der Wahlkreis Nr. 42 bei den Wahlen zum Sächsischen Landtag. Er ist einer von acht Dresdner Wahlkreisen und umfasst den gesamten Stadtbezirk Leuben, den Stadtbezirk Loschwitz ohne den Stadtteil Dresdner Heide sowie die Ortschaft Schönfeld-Weißig.
Dieser Wahlkreis wurde im Zuge der Wahlkreisanpassung 2023 aus Teilen der bisherigen Wahlkreise Dresden 1 und Dresden 2 gebildet. Der vorherige Wahlkreis Dresden 3 wurde zugleich auf andere Wahlkreise aufgeteilt.

## Wahl 2024
Die Landtagswahl 2024 führte zu folgendem Ergebnis:
| Direktkandidat   | Partei              | Erststimmen in % | Zweitstimmen in % |
| ---------------- | ------------------- | ---------------- | ----------------- |
| Christian Piwarz | CDU                 | 42,0             | 35,6              |
| Joachim Keiler   | AfD                 | 30,9             | 26,3              |
| Grit Alliger     | Die Linke           | 4,6              | 3,0               |
| Andrea Mühle     | GRÜNE               | 6,8              | 7,8               |
| Kristin Sturm    | SPD                 | 7,0              | 8,8               |
| Robert Malorny   | FDP                 | 2,1              | 1,3               |
| Samir Köckritz   | Freie Wähler        | 2,1              | 1,1               |
| –                | Die Partei          | –                | 0,8               |
| –                | Piraten             | –                | 0,3               |
| –                | ÖDP                 | –                | 0,1               |
| –                | BüSo                | –                | 0,1               |
| –                | Tierschutz hier!    | –                | 0,9               |
| –                | dieBasis            | –                | 0,3               |
| –                | Bündnis C           | –                | 0,1               |
| –                | Bündnis Deutschland | –                | 0,3               |
| –                | BSW                 | –                | 10,5              |
| Jens Lorek       | Freie Sachsen       | 0,8              | 2,3               |
| –                | V-Partei3           | –                | 0,2               |
| –                | WU                  | –                | 0,3               |
| Robert Reschke   | Team Zastrow        | 3,8              | –                 |